# Nicolas Paugam
Pour les articles homonymes, voir Paugam.
Nicolas Paugam, né le 27 février 1970 à Nantes, est un auteur, compositeur, interprète, et guitariste français.

## Biographie
Nicolas Paugam naît le 27 février 1970 à Nantes. La famille déménage dans les « années 1970 en Haute-Loire. Il est alors âgé de cinq ans. Une mère comédienne, un beau-père mélomane et batteur amateur, son frère Alexandre, plus jeune de quelques mois, musicien aussi ». Il commence à apprendre la guitare à 19 ans.
Il vit alors au Puy-en-Velay,. Dans les années 1990, avec son frère Alexandre Paugam, ils créent leur premier groupe, Les Syncop’s, et signent en 1995 un quatre titre, par le label Lithium, avec leur nouveau nom de groupe Da Capo,,.
Après leur installation à Paris, ils créent un groupe de jazz manouche Les frères Paugam à Meustaches,,.
Il vit ensuite entre la Bretagne et Paris, et à partir de la fin des années 2010, dans le département de l'Ardèche,,, dans le Haut-Vivarais. Son premier album solo sort en 2014, et son septième en 2024.
Nicolas Paugam est féru de musique brésilienne,,,. Pour Télérama en juin 2024, c'est « le retour de l’hurluberlu Nicolas Paugam, désespérément méconnu [...] Musicien aguerri, venu du rock, amoureux du jazz manouche, mais aussi de musique brésilienne, de folk [aux]  chansons-récits picaresques ».

## Carrière musicale

### Da Capo

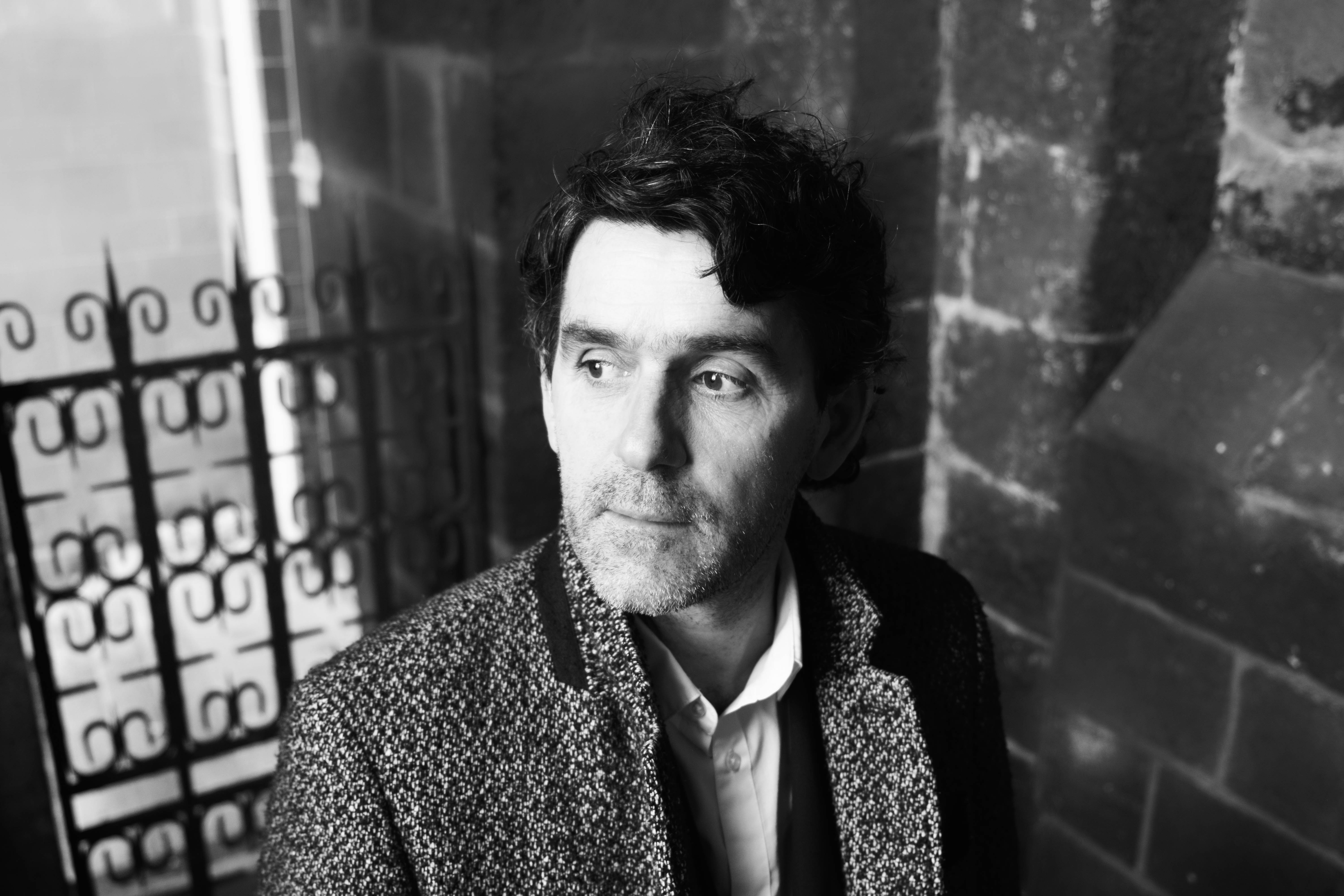
Son frère Alexandre Paugam, né en mars 1971, avec qui il a créé en 1996 le groupe Da Capo.

Dans les années 1990, avec son frère Alexandre Paugram né en mars 1971, au chant en anglais et aux claviers, il forme le groupe Les Syncop’s, qui deviendra Da Capo en 1996, où il est guitariste et aux chœurs. Quatre albums sont produits : Minor Swing (1997), The Fruit (2001), Third (2006) et Out of Spain (2012). 
Après leur installation à Paris, ils créent un groupe de jazz manouche Les frères Paugam à Meustaches,,.
Les frères se séparent artistiquement. En 2017, Alexandre Paugam sort le cinquième album sous le même nom de groupe, De Capo, puis continue les albums avec une nouvelle formation musicale.

### Carrière solo
Parallèlement à ses activités musicales avec son frère, il autoproduit deux albums instrumentaux, Le Tamanoir de mes rêves (2009) et Les musiques intranquilles (2011). Puis il se lance seul, à la guitare et au chant, en français cette fois, avec deux albums autoproduits, Douces barbaries en 2011 puis Le col du Galibier en 2013.
Son premier album solo à sortir sous label, est une compilation de ses quatre albums précédents autoproduits,, : il sort en 2014 sous le titre Aqua Mostlae, et reprend dix des anciens titres. Télérama critique ce premier album : « Un étrange pouvoir d'attraction se dégage de cette voix bizarre, un peu fausse, un peu vieillotte, et pourtant accrocheuse, à la diction précise et précieuse. Et la suite s'avère, elle aussi, troublante. [...] Nicolas Paugam chante les amours finies avec de faux airs de Michel Legrand et de Bertrand Betsch, et une désillusion sans appel ».
En 2015 sort son deuxième album Mon agitation. Parmi les instruments figurent des « trompettes et des percussions des îles [...] des maracas et des cuivres enjoués ».
Pour Télérama : « l'étonnant Paugam récidive. Poussant un peu plus loin le bouchon du décalage. Sa voix, décidément troublante, peut être repoussante ou délicieusement intriguer ».
Boustrophédon sort en 2017, un album à la sonorité « pop »,. Une chanson évoque sa ville de naissance Nantes La lumière est immense, une autre rend hommage aux victimes des attentats du 13 novembre et du Bataclan, Le dortoir du bon dieu,. Télérama écrit : « si le boustrophédon est une écriture particulière dont le sens de lecture change de ligne en ligne, Nicolas Paugam est un chanteur hors sol dont l’originalité se confirme de disque en disque. On avait remarqué sa voix aiguë, voilée, et variablement juste ».
En 2019, l'album Le Ventre et l'estomac, est édité, un album de neuf titres. Pour Télérama : « autant prévenir les oreilles non averties : l’écoute première peut se révéler douloureuse. Car ledit Nicolas n’a pas exactement la voix qu’on attend d’un chanteur. [...] Quant aux textes, ils sont empreints d’une poésie grave et lunaire, propre à brouiller les sens. C’est cette étrangeté qui fait la saveur de ses disques, les transformant en expériences quasi sensorielles ». L'album sort également en vinyle.
Padre Padrone, son cinquième album, « très rock », sort fin novembre 2021. « On y retrouve notamment un duo avec J. P. Nataf, chanteur du groupe Les Innocents », sur le titre qui ouvre l'album L'homme heureux. L'album est mixé avec Fabien Martin et Isaac Bonnaz.
La Délicatesse, qui reprend d'anciens titres en version acoustique et trois inédits,, sort en 2023,. Pour Télérama : « Cinq albums, dont certains remarqués dans ces colonnes, l’ont inscrit dans la lignée d’une chanson française entre artisanat et avant-garde, volontiers barrée, politique parce que poétique, farfelue et sensible. [...] Le disque compile et rejoue en version (presque) acoustique, neuf chansons de son répertoire ».
Son septième album La Balade sauvage, composé de onze titres sort en 2024. Album « plus électrique, plus rock ». « Pour le son, si Paugam a fait la part guitares, basse, claviers, compositions, il s’est adjoint  trois batteurs, une choriste et un bassiste choriste, deux autres bassistes, un pianiste claviériste, un trompettiste ». Il reprend un titre de Georges Brassens Bécassine,, titre de 1969, « version sensible et tendre de Bécassine, amoureuse d’un manant plutôt que d’un hobereau [...]. Cette chanson et sa douce orchestration blues qui laisse toute leur place aux guitares constitue le centre de son nouvel album, et ce n’est pas complètement une surprise, puisque Nicolas Paugam travaillait déjà à des reprises de Brassens en 2011 ». Pour Télérama : « Trempées dans un bain de psychédéliques naturels, ses chansons-récits picaresques débordent de sens cachés sous leurs collages de mots apparemment innocents ».
En outre, Nicolas Paugam réalise ses clips et ses pochettes de disques, avec dessins, illustrations et collages,.

## Discographie

### Da Capo
- Minor Swing, Lithium, 1997
- The Fruit, Autruche Records, 2001
- Third, 2006
- Out of Spain, 2012

### Solo
Autoproduits
- Le Tamanoir de mes rêves, 2009
- Les musiques intranquilles, 2011
- Douces barbaries, 2011
- Le Col du Galibier, 2013.

Sous labels

## Réalisations
- Nicolas Paugam réalise ses clips[20] et ses pochettes de disques[36], avec dessins, illustrations et collages[8],[7].
- Megalos en Aveyron[a], documentaire réalisé par Nicolas Paugam et James Verhille[6] sur Georges Megalos[24], « musicien pour musiciens »[6], guitariste qui a accompagné Edith Piaf, Charles Trenet ou Gilbert Bécaud, 2011

## Prix et distinctions
- 2006 : lauréat du concours Jules Verne de Radio France[2]